# Paul de Man
Paul Adolph Michel de Man, född 6 december 1919 i Antwerpen, död 21 december 1983 i New Haven, Connecticut, var en belgiskfödd litteraturvetare, i huvudsak verksam i USA.
de Man lade fram sin doktorsavhandling vid Harvard University 1960. Därefter undervisade han vid Cornell University, Johns Hopkins University, Universitetet i Zürich, innan han slutligen etablerade sig på institutionen för franska och komparativ litteraturvetenskap vid Yale University, där han kom att betraktas som en del av den så kallade Yale-skolan inom den litteraturvetenskapliga dekonstruktionen. När han avled i cancer hade han blivit professor. Strax efter hans död 1983 ledde upptäckten av närmare 200 artiklar, som han författat i Belgien under andra världskriget för den kollaborationistiska pressen, däribland artiklar med explicit antisemitiska inslag, till omfattande kontroverser om hur hans liv och verk skulle värderas.

## Akademisk verksamhet
Vid en konferens om strukturalism på Johns Hopkins-universitetet 1966, mötte de Man filosofen Jacques Derrida. Det var på denna konferens Derrida höll sin berömda föreläsning "Struktur, tecken och spel inom humanvetenskapernas diskurs", ofta betraktad som startskottet för dekonstruktionen. De båda blev goda vänner och kolleger. de Man kom att utveckla en egen linje inom dekonstruktionen i sina filosofiskt orienterade läsning av förromantiken, romantiken och modernismen. Ett återkommande studieobjekt var Jean-Jacques Rousseau, men han skrev även inflytelserika texter om William Wordsworth, John Keats, Maurice Blanchot, Marcel Proust, Friedrich Nietzsche, Immanuel Kant, Hegel, Walter Benjamin, William Butler Yeats och Rainer Maria Rilke.
Även om man ofta skiljer mellan de Mans arbete från 1960-talet och hans senare dekonstruktiva arbeten, finns en anmärkningsvärd kontinuitet. Hans essä "Criticism and Crisis" från 1967 driver tesen att emedan litterära verk i regel betraktas som fiktion snarare än faktiska redogörelser, exemplifierar de brottet mellan ett tecken och dess mening: litteraturen "betyder" ingenting, men litteraturvetare och kritiker gör sig blinda för denna insikt för att den blottlägger "de mänskliga angelägenheternas intighet" (ett citat från Rousseau). 
Bland de centrala trådarna som löper genom de Mans verk finns hans försök att lösgöra spänningen mellan retorik och mening, genom att söka de ställen i texten där de språkliga verkningsmedlen "slår knut på sig själva på ett sätt som avbryter förståelseprocessen."
I de Mans tidigare essäer från 1960-talet, samlade i Blindness and Insight, kan man se hur de Man söker finna dessa paradoxer i bland annat nykritikens och den ryska formalismens texter. En av de Mans centrala tankegångar, den om den blindhet som dessa läsningar grundar sig på, att "insikten snarare verkar ha ernåtts genom en negativ rörelse som driver kritikerns tanke, en outtalad princip som leder hans språk bort från dess förmenta ståndpunkt ... som om själva möjligheten att påstå något ifrågasatts". Här söker de Man göra upp med uppfattningen om det poetiska verket som en enhetlig, icke-tidslig symbol, ett oberoende meningskärl som kan hålla sig utanför tolkningens bristfällighet. Enligt de Mans uppfattning är formalismens och nykritikens syn på lyrikens "organiska" natur ytterst självmotsägande: idén om symbolen av ord undermineras av dess inneboende ironi och mångtydighet. Den litterära formen får rollen som "såväl skapare som utplånare av organiska helheter" och "den slutgiltiga insikten ... tillintetgör de premisser som ledde fram till den."
I Allegories of Reading, utforskar de Man de motsättningar som uppträder i bildspråket hos Nietzsche, Rousseau, Rilke och Proust. I dessa essäer fokuserar han avgörande passager med en metaspråklig funktion eller metakritiska implikationer, i synnerhet de där de bildliga uttrycken går tillbaka på klassiska filosofiska motsatspar, såsom närvaro-frånvaro, synkroniskt-diakroniskt, sken-verklighet, vilka är centrala för det västerländska tänkandet. Många av essäerna i denna bok försöker utmana uppfattningen att man kan kontrollera en diskurs eller ett fenomen via metaforer. I de Mans diskussion kring Nietzsches Tragedins födelse hävdar han exempelvis att det genetiska begreppet om historia, som formulerar historisk utveckling i närmast biologiska termer (födelse, död etcetera), vilket uppträder i texten undermineras genom de retoriska strategier som Nietsche tillämpar: "dekonstruktionen uppträder inte mellan olika påståenden, som i eller logisk motsägelse eller dialektik, utan inträffar mellan, å ena sida, metaspråkliga påståenden om språkets retoriska natur och, å andra sidan, en retorisk praxis som ifrågasätter dessa påståenden." För de Man uppträder en "allegori över läsning" när texterna undergår så noggrann granskning att de avslöjar denna motsättning; en läsning där texten avslöjar sina egna antaganden om språk, och i därigenom förestavar ett påstående om oavgörbarhet, svårigheterna inneboende i all totalisering, sin egen läsbarehet, eller "den textuella auktoritetens begränsningar" 
Paul de Man är även känd för sina läsningar av engelsk och tysk romantik, och efterromantisk poesi och filosofi (The Rhetoric of Romanticism). Särskilt värd att uppmärksamma är hans kritiska avtäckande av den romantiska ideologin och de lingvistiska antaganden som ligger bakom den. Hans argumentation kan sammanfattas som följer: Till att börja med syftar de Man till att dekonstruera den privilegierade status romantiken tillmäter symbolen över allegorin, och metaforen över metonymin. På grund av det vad som förutsätts i det begrepp om själv-identitet och helhet som ryms inom romantikernas begrepp om metaforen, leder denna självidentitets sönderfall att man därmed också går miste om medlen för att övervinna dualismen mellan subjekt och objekt, vilket metaforen hos romantikerna syftade till att överskrida. I de Mans tolkning förlitar sig romantiken oupphörligen på allegorin för att uppnå den helhet som skulle etableras genom symbolen. 

## Paul de Man i Sverige
Paul de Mans teorier introducerades för en svensk publik genom tidskriften Kris, och har haft stor betydelse för svensk romantikforskning, exempelvis Horace Engdahl och Roland Lysell (den förste att översätta de Man till svenska), men även annan litteraturforskning. Mikael van Reis har översatt ett antal av de Mans essäer, bland annat i antologin Den svindlande texten.